# شیا چانگ

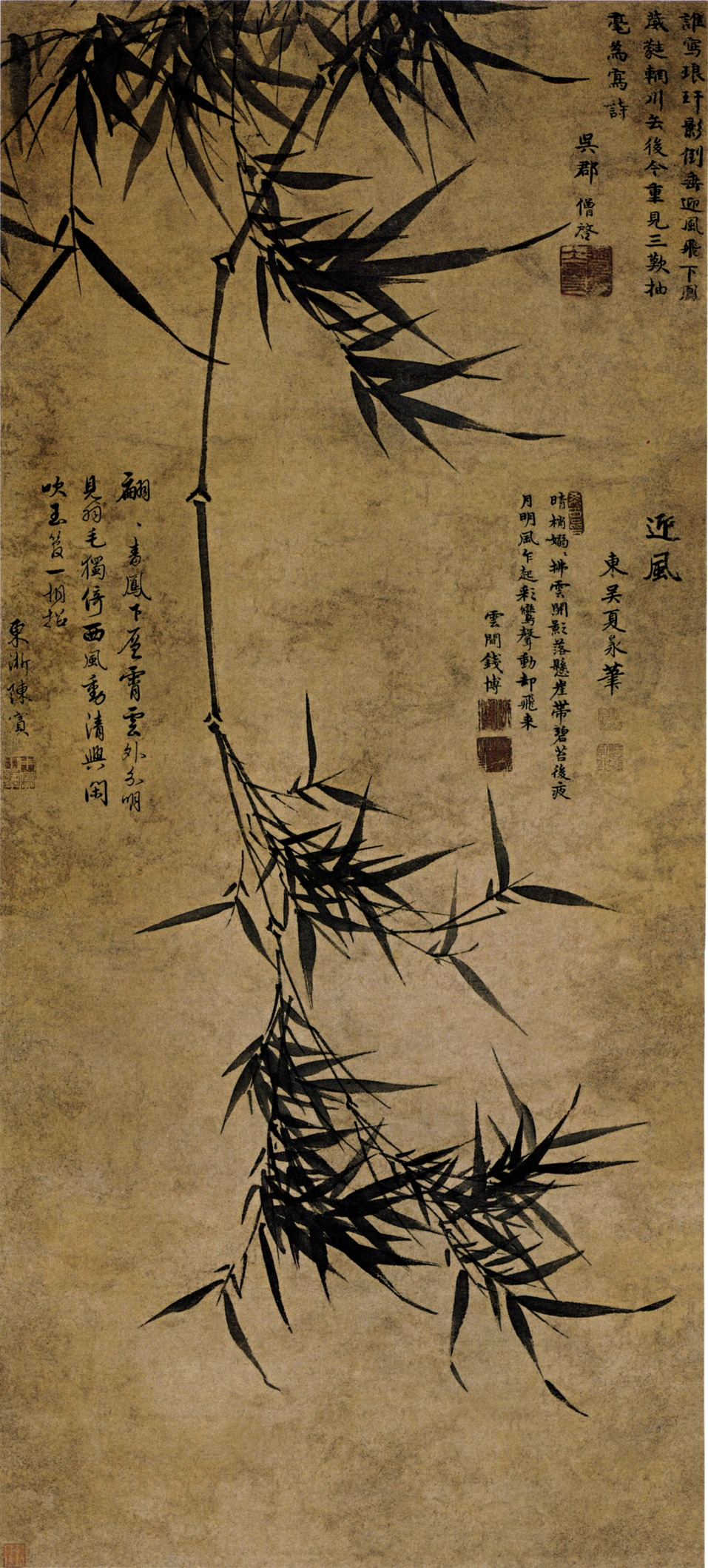
بامبو در باد اثر شیا چانگ، موزه کاخ، پکن

شیا چانگ (چینی ساده و چینی سنتی: 夏昶، پین یین: Xià Chàng، وید جایلز: Hsia Ch'ang) (زادهٔ ۱۳۸۸، درگذشتهٔ ۱۴۷۰) نقاشی چینی در زمان سلسله مینگ بود.

## زندگینامه
شیا چانگ با نام واقعی جو چانگ در حدود سال ۱۳۸۸ میلادی در استان جیانگسوی چین زاده شد و در ۱۴۱۵ (برابر با سیزدهمین سال فرمانروایی امپراتور یونگ لو) نام خانوادگی خود را از جو به شیا تغییر داد.
شیا، ملقب به «یوفنگ» و «زی‌تزای جوشی»، در کشیدن نقاشی‌هایی با جوهر از گیاهان بامبو مهارت داشت و از سبک نقاشی وانگ فو، دیگر نقاش دورهٔ مینگ پیروی می‌کرد.
شیا چانگ در ۱۴۷۰ میلادی درگذشت.